# %R Williamsa
%R Williamsa, lub %R – wskaźnik używany w analizie technicznej. Jest oscylatorem, który pokazuje zależność obecnej ceny zamknięcia w relacji do maksymalnej i minimalnej ceny z poprzednich N dni. Został opracowany przez Larrego Williamsa.
{\displaystyle \%R={\frac {cena\ zamkniecia_{dzis}-cena\ maksymalna_{Ndni}}{cena\ maksymalna_{Ndni}-cena\ minimalna_{Ndni}}}\times 100}
Oscylator przyjmuje wartości ujemne, od -100 do 0. Wartość -100 oznacza, że obecna cena zamknięcia jest najniższą z ostatnich N dni, natomiast wartość 0 oznacza, że obecna cena zamknięcia jest maksymalną z ostatnich N dni.
Williams używał wskaźnika opartego na 10 dniach, wartości wskaźnika poniżej -80 uważał za wyprzedanie, wartości powyżej -20 wykupienie.